# CSI-ефект
CSI-ефект описує різні методи впливу на уявлення людей про роботу криміналістики шляхом перебільшеного зображення цієї роботи в таких серіалах, як "CSI: Місце злочину". Уперше термін був використаний у 2004 році у статті газети "USA Today", де описувався вплив, який справляють на присяжних телевізійні серіали жанру кримінал.
Часто це стосується переконання, що присяжні почали вимагати більше доказів під час суду, ускладнюючи таким чином завдання прокурорам у підтвердженні висунутого ними обвинувачення. Хоча це переконання поширене серед американських юристів, деякі дослідження показують, що кримінальні серіали навряд спричиняють такий ефект. До того ж, постійні глядачі "CSI" можуть не приділити належної уваги непрямим доказам. Оскільки технології покращуються і поширюються в суспільстві, люди можуть очікувати більшого від судових методів дослідження. Крім того, CSI-ефект знову популяризував судову сферу кримінально-правової системи в ЗМІ та наукових колах.

## Походження назви
Назва "CSI" для ефекту походить від "CSI: Місце злочину" (англ. CSI: Crime Scene Investigation) - телешоу, яке вперше вийшло у 2000 році. У цьому серіалі вигадана команда детективів розслідує вбивства в агломерації Лас-Вегасу. Кожна серія починається із виявлення людського тіла, а за цим йде кримінальне розслідування, збір інформації й доказів та аналіз їх слідчими, допит свідків та арешт підозрюваних.
Популярність телешоу дала початок трьом спін-оффам: "CSI: Місце злочину Маямі" (2002 рік), "CSI: Місце злочину Нью-Йорк" (2004 рік) та "CSI: Кіберпростір" (2015 рік). У 2021 році вийшов новий спін-офф "CSI: Вегас", у якому повернулися Вільям Пітерсон та Джорджа Фокс, виконуючи свої оригінальні ролі Гіла Гріссома та Сари Сайдл.
Успіх франшизи "CSI" став натхенням для зйомок інших схожих за жанром серіалів. CSI-ефект асоціюється із серіалами жанру драма та тру крайм (з англ. True Crime — справжній злочин), які передували "CSI": "Правосуддя по-американськи", "Нерозкриті справи", "Таємниця нерозкритих злочинів", "Доказ А: Секрети криміналістики", "Медичний детектив", "Мовчазний свідок", "Пробудження мертвих". А також із тими, які були зняті пізніше: "Кістки", "Мертва справа", "Криміналісти: мислити як злочинець", "Розслідування Джордан", "NCIS: Полювання на вбивць", "4исла", "Дріт у крові" та "Без сліду".
За результатами рейтингів медіафірми Nielsen у 2005 році, 6 з перших 10-ти найбільш популярних телесеріалів у США були кримінальні драми, а "CSI: Місце злочину" зайняв перше місце в листопаді 2007-ого.
Кримінальні серіали піддавались критиці за те, що вони не у всьому реалістичні. Наприклад, вигадані персонажі серіалу не тільки розслідують (опрацьовують) місця злочину, але і проводять рейди, беруть участь у допиті, переслідуванні та арешті підозрюваних, розкривають справи — виконують обов'язки, які в реальному світі лягають на плечі детективів та поліцейських, а не персоналу відділу CSI. До того ж, якщо детективи відділу CSI опрацьовують місце злочину, тоді їм не дозволено брати участь у вивченні та перевірці доказів, зібраних на місці злочину, тому що це поставило б під сумнів об’єктивність наукових доказів. У реальних розслідуваннях нечасто можна отримати дані ДНК чи відбитків пальців, і навіть якщо вони є, то їх вивчення може зайняти кілька тижнів або місяців, у той час як телевізійні кримінальні лабораторії отримують результати протягом кількох годин.
У першому сезоні "CSI" інженери створили гіпсовий зліпок внутрішньої частини рани, щоб дізнатись вид ножа, яким була нанесена рана - у реальності неможливо отримати відповідь таким чином. Герої серіалів часто використовують слово "збіг" (англ. match), щоб описати близький зв’язок двох доказів, коли в реальності фахівці намагаються використовувати терміни, які не так чітко позначають зв’язок доказів, вказуючи, що абсолютна впевненість неможлива.
Ентоні Зайкер, творець франшизи "CSI", наголошував, що в серіалах "уся наука правдива". Однак дослідники описали зображення криміналістики в CSI як "хай-тек магію". Криміналіст Томас Моріело зазначив, що 40% наукових технік франшизи не існує. Крім використання нереальних технік, "CSI" ігнорує всі складові невизначеності, яка присутня в реальних розслідуваннях і, натомість, видає результати експерименту за чисту правду.
Ідея про те, що це неточне відтворення ситуацій може змінити сприйняття глядачами криміналістики була названа "CSI-ефект". Цей термін почав з’являтись у медійному просторі ще у 2004 році.
Внаслідок дії цього ефекту жертви, їх сім’ї та суд присяжних сподіваються отримати миттєві відповіді шляхом таких телевізійних технік як аналіз ДНК та відбитків пальців, тоді як реальне розслідування потребує кількох днів або навіть тижнів без гарантії підтвердження неспростовного доказу для сторони обвинувачення. Окружні прокурори стверджують, що рівень вироків зі звинуваченням у справах із невеликою кількістю речових доказів знизився, що значною мірою пов’язано з ефектом "CSI" на присяжних.
До 2009-ого року в газетах та журналах з’явилось більше ніж 250 історій про CSI-ефект, у тому числі статті в журналах "National Geographic", "Scientific American" та "U.S. News & World Report".

## Результати досліджень
Хоча CSI-ефект феномен новий, давно було зрозуміло, що викривлене зображення правової системи США в телесеріалах може змінювати обізнаність, знання та думки публіки щодо неї.
У газеті "The New York Times" у 1990 році адвокат зазначив: "Юрист, котрий не дивиться "Закон Лос-Анджелесу" ввечері перед судом — дурень". Опитування присяжних, яке провели у 2002 році, показало, що глядачі популярного судового шоу "Суддя Джуді" не мали належного уявлення про призначення судді в залі суду.
"Перрі Мейсон" (1957–1966), "Квінсі" (1976–1983), "Закон і порядок" (1990 — дотепер) — телепрограми, які також могли викривити сприйняття публікою "правової або слідчої системи".
Обізнаність людей у сфері криміналістики збільшилась за рахунок репортажів ЗМІ про кримінальні процеси, численних інтернет-блогів та успіхів проєкту "Невинен". Творець франшизи "CSI" Зайкер зазначив: "'CSI-ефект' є, на мою думку, найдивовижнішою річчю, яка коли-небудь виходила із серіалів".
Дослідники Нік Швайтер та Майкл Сакс вказують, що CSI-ефект цілком очікуване явище, коли "CSI" підвищує очікування постраждалих та присяжних щодо судового розслідування, особливо дослідження місця злочину та аналізу ДНК. Дональд Шелтон, Янг Су Кім та Грегг Барак сказали, що це явище змінило те, як зараз проводяться судові процеси, оскільки в прокурорів вимагають надання більшої кількості доказів.
Хоча більш нові дослідження показують, що сучасні кримінальні телесеріали дійсно мають маніпулятивний вплив на сприйняття і очікування публіки та на поведінку присяжних.
Посилаючись на CSI-ефект, принаймні один дослідник запропонував перевіряти присяжних на рівень впливу таких телепрограм.
У 2006 році засвідчення цього ефекту в більшості були жартами з боку органів правопорядку та прокурорів та перевірки цього ефекту на практиці було замало, і до того ж одне дослідження, результати якого були опубліковані згодом,  припускає, що цей феномен є міфом.
Опитування, проведене Дональдом Шелтоном серед 1 027 потенційних присяжних в Анн-Арбор, штат Мічиган, показало, що, у той час як глядачі "CSI" мали вищі очікування доказів, ніж ті, хто не дивились "CSI". Але у більшості випадків не потребувалось доказів для того, щоб висунути вердикт.

### Теорія культивації
Багато досліджень CSI-ефекту посилаються на теорію культивації Джорджа Гербнера, щоб пояснити вплив перегляду телепрограм на сприйняття реальності людьми. Теорія Гербнера стверджує, що телебачення є централізованою системою сторітелінгу і спричиняє викривлення реальності. Теорія культивації стверджує, що чим більше часу люди «живуть» у телевізійному світі, тим більш ймовірна їхня віра в те, що соціальна реальність збігається із «реальністю» на телебаченні. Теорія також припускає, що в тих, хто дивиться телевізор, можуть сформуватись певні переконання про реальність на основі побаченого в телевізорі.
В одному із досліджень було застосовано теорію культивації Гербнера на студентах, щоб побачити чи кримінальні серіали США спотворили їхнє сприйняття реальності. Це дослідження встановило, що ті, хто постійно дивились ці серіали, були більш схильні вірити різним хибним уявленням про реальність, наприклад, наскільки ймовірним є напад на людину вночі в США.
В іншому дослідженні використали теорію культивації Гербнера для аналізу змісту популярних кримінальних серіалів як: "CSI: Лас Вегас", "Закон і порядок", "Криміналісти", "Без сліду". Технологія аналізу ДНК, яка використовувалась в межах цих телепрограм підтверджує теорію про те, що спотворення реальності в медіа має наслідки в реальному світі.

## Прояви

### Суд
Популярність кримінальних серіалів підвищує рівень неправильного сприйняття судом присяжних природи криміналістики та процесів розслідування. За гіпотезою CSI-ефект впливає на вердикт двома головними способами:
- Перший: присяжні очікують більше доказів, ніж наявно або потрібно, і це призводить до збільшення вироків із виправданням за відсутності таких доказів;
- Другий: через перегляд цих серіалів присяжні починають значно більше надавати ваги результатам аналізу ДНК. У результаті, коли аналіз наявний, у більшості випадків виносять  вирок із звинуваченням.[12]

Доки ці та інші ефекти можуть бути спричинені кримінальними серіалами, найпоширенішим ефектом є той, коли присяжні виправдовують підсудних, незважаючи на беззаперечні докази їхньої вини. Зокрема, прокурори повідомляли про вимагання від них надати результати аналізу ДНК, хоч були наявні свідчення очевидців.
Фактично, в опитуванні 444-ох прокурорів 56% вірили, що CSI-ефект майже завжди або завжди впливає на присяжних, і 81 % вірили, що CSI-ефект діє на суддю.
У конфлікті, який вийшов у маси, окружний прокурор Лос-Анджелесу, штат Каліфорнія, Стів Кулі,  поставив під сумнів виправдання актора Роберта Блейка, підозрюваного у вбивсті, посилаючись на CSI-ефект. Кулі зазначив, що вердикт «невинен» був проголошений, незважаючи на наявність свідчень двох очевидців проти Блейка, і заявив, що члени журі були «нереально тупі».
До 2005 року деякі судді та прокурори почали вносити зміни в їх підготовку до суду та процедури, щоб протидіяти CSI-ефекту.
Деякі судді та прокурори під час відбору присяжних запитують про їх прихильність до кримінальних серіалів, щоб визначити наявність тих, хто ймовірно матиме необ’єктивну думку.
Наприклад, у справі "Чарльз і Дрейк проти штату" (2010) підсудних було звинувачено у навмисному вбивсті, й під час вибору присяжних суддя задав питання про CSI-ефект. У цьому випадку апеляційний суд штату Меріленд визнав дане питання недоречним через упередженість його формулювання.
Прокурори також використовували вступне слово та заключні аргументи, щоб мінімізувати можливий вплив CSI-ефекту.
У справі "Гофф проти штату" (2009) під час відбору присяжних прокурор запитав про їх здатність висунення вердикту без доказів і потім згадав це питання під час заключних слів. У цьому випадку згадка про CSI-ефект була визнана доречною, тому що формулювання було нейтральним та неупередженим.
До того ж, інструкції судді також інформують суд присяжних про CSI-ефект.
У справі "Аткінс проти Штату" (2011) присяжні були проінструктовані, що докази не є необхідними для обґрунтування справи. Суд постановив, що ця інструкція присяжних була неналежною, оскільки штат не зобов’язаний щось підтверджувати чи доказувати.
Більш того, прокурори запрошували судових експертів, щоб пояснити, чому деякі види фізичних доказів не мають відношення до їхньої справи. В одній австралійській справі про вбивство сторона захисту висунула прохання провести судовий процес без участі присяжних, щоб уникнути неправильного інтерпретування присяжними наявних ДНК-доказів.
Окрім того, що прокурори повинні задавати питання під час відбору присяжних та казати вступні слова та заключні аргументи, вони також витрачають більше часу на відбір присяжних, щоб уникнути наявності в суді постійних глядачів кримінальних серіалів.
До 2006 року юристи почали вважати CSI-ефект реальним, незважаючи на те, що емпіричних доказів, які б підтверджували чи спростовували його, було небагато.
Опитування 2008-ого року дослідниці Моніки Робберс показало, що приблизно 80% усіх американських юристів вважають, що на їх судове рішення повпливали телевізійні кримінальні серіали.
Професор Нью-Йоркського університету Том Тайлер стверджував, що з психологічної точки зору вплив кримінальних серіалів здатен скоріше збільшити показник висунення вердикту "винен", аніж "виправданий", адже в серіалах відчутні почуття справедливості та остаточності, які не досягаються, коли присяжні виправдовують підсудного. Суб'єктивне відчуття зростання у кількості винесення вердикту "виправданий" може бути пов'язано із співчуттям до підсудного або зниженою довірою до юридичних органів.
Опитування студентів американського університету у 2006 році мало схожі результати: франшиза "CSI" скоріше не мала негативного впливу на прокурорів, а, навпаки, могла допомогти їм.
Одне з найбільших емпіричних досліджень CSI-ефекту було проведене у 2006 році суддею окружного суду Воштену, штат Мічиган, Дональдом Шелтоном, та двома дослідниками із Східномічиганського університету. Вони опитали більше 1000 присяжних і виявили, що, незважаючи на збільшену потребу присяжних у наданні доказів, не було виявлено зв'язку між переглядом кримінальних серіалів та схильністю до винесення вироку "винен".
Дональд Шелтон також описав випадок, коли один із присяжних поскаржився на те, що сторона обвинувачення не перевірила газон на наявність відбитків пальців - а це процедура неможлива, і ніколи не показувалась у кримінальних серіалах. Пізніше дослідження показало, що постійні глядачі франшизи "CSI" можуть надавати меншого значення непрямим доказам, але їхні уподобання (кримінальних серіалів) не мали впливу на оцінювання свідчень очевидців або на їхню схильність виносити вердикт "винен" у справах із кількома видами доказів.
Дослідження статистики засуджень у восьми штатах, проведене у 2009 році, показало, що на відміну від думок прокурорів, рівень вироків із виправданням зменшився за роки з дебюту серіалів "CSI". Результат будь-якого судового процесу більше залежить від штату, у якому він проводився, ніж від того, чи відбувся він до або після прем'єри "CSI".
Дослідження, проведене в університеті Вісконсіна у Мілуокі у 2010 році, припускає, що можливо й існує зв'язок між прихильністю до кримінальних серіалів та сприйняттям ДНК-доказів, але немає підтверджень тому, що така прихильність вплинула на винесення вироку присяжними. Станом на серпень 2010-ого нічого не довело зв'язок між прихильністю до "CSI" та кількістю вироків із виправданням.
Один з дослідників припустив, що сприйняття CSI-ефекту та інших "ефектів у залі суду" таких як синдром Перрі Мейсона та синдром білого халата, викликане не некомпетентністю присяжних, а загальною недовірою до системи присяжних.

### Навчання
CSI-ефект вплинув на те, яким чином навчають та тренують майбутніх криміналістів. Раніше тим, хто хотів присвятити життя криміналістиці, достатньо було отримати бакалаврську та магістерську ступені у будь-якій науковій галузі. Однак, популярність таких серіалів як "CSI" спричинила зростання попиту на вступ до вузів із напрямами у сфері криміналістики.
Результатом впливу CSI-ефекту стало збільшення у два рази кількості вступників на факультет криміналістики у Флоридському міжнародному університеті та в університеті Каліфорнії у Девісі у 2004 році. Однак, багато студентів вступили з нереалістичними очікуваннями. Професійний інтерес до криміналістики поширився серед студентів не тільки у США, а й в Австралії, Сполученому Королівстві та Німеччині. Також через CSI-ефект зросла популярність факультету криміналістики у Лозаннському університеті у Швейцарії.
Зростаюча популярність вступів на факультети криміналістики означає, що претендентів на роботу в криміналістичні лабораторії стає все більше. Тому існує деяке занепокоєння, що ці факультети не навчають студентів належним чином для реальної роботи у криміналістиці, оскільки випусникам часто бракує розуміння базових наукових принципів, які можна було б отримати, маючи науковий ступінь. Багатьом студентам-криміналістам дають виконувати прості завдання із занадто легкими відповідями, які спотворюють їхнє уявлення щодо можливостей криміналістики. У департаменті поліції Альбукерке намагаються покращити наукову грамотність серед майбутніх криміналістів та присяжних, розробивши курс "Громадянин-криміналіст", який ознайомлює місцевих жителів з "можливостями та обмеженнями оригінальних методів криміналістики".
Кримінальні шоу часто критикують через зображення неіснуючих технологій, але це може надихнути винахідників, адже нерідко наукові інновації з'являються вперше в науковій фантастиці.
Популяризація факультетів судової експертизи, кримінальної юстиції, криміналістики та психології у ВУЗах може бути частково пов'язана із впливом телепрограм зі схожою тематикою. Такі кримінальні серіали як "CSI" і "Кістки" збільшили інтерес до факультетів криміналістики, а серіали "Криміналісти" та "Квантико" популяризували факультети психології та кримінальної юстиції. Одне з досліджень серед студентів коледжів показало, що ті, хто вивчають кримінальну юстицію, обрали цю спеціальність чи майбутню кар'єру не через вплив медіа, але вважають зворотне щодо своїх однокурсників.

### Злочини
CSI-ефект, ймовірно, змінив схеми вчинення злочинів. У 2000 році, коли дебютував серіал "CSI: Місце злочину". 46,9% з усіх справ із зґвалтуванням у США було розкрито поліцією. До 2005-ого року рівень впав до 41,3%. Деякі слідчі вважають причиною цього спаду CSI-ефект, тому що кримінальні серіали часто ненавмисно пояснюють у деталях, як злочинці можуть приховати чи знищити докази. Деякі жертви насилля зізнавались, що ґвалтівники змушували їх після нападу митись і чистити себе, використовуючи відбілювач.
У грудні 2005-ого року Джермейн МакКінні вломився у дім в окрузі Трамбалл, Огайо, де він вбив двох жінок. Як прихильник "CSI", МакКінні пішов на незвичайні заходи, щоб знищити докази його злочину: вичистив руки відбілювачем, спалив тіла жертв та його одяг і намагався позбутись знаряддя вбивства в озері. Врешті-решт МакКінні був затриманий.
Рей Піві, керівник відділу вбивств округу Лос-Анджелес, додав, що кримінальні серіали не тільки показують, як приховати докази, але можуть навіть "надихати, коли вони [злочинці] бачать як легко в серіалах не потрапити під приціл поліції".
Інші стверджують, що серіали як "CSI" не можуть навчити чомусь злочинців. Макс Хоук, директор ініціативи криміналістики в університеті Західної Вірджинії, зазначив, що навіть якщо перегляд "CSI" може бути корисним для злочинців, люди, які присвятили своє життя злочинам, із самого початку є не дуже розумними.
Також можливо, що кримінальні серіали мають протилежний ефект у випадку, коли спроби приховати докази призводять до появи нових. Хоук навів приклад, коли злочинці, які не облизали конверт через наявність ДНК у їх слині, натомість залишили відбитки пальців та зразки волосся на клейкій стрічці.
Теммі Кляйн, провідний слідчий у справі МакКенні, зазначила, що вбивста, які вона розслідувала, були скоєні людьми, які "здебільшого доволі тупуваті". Ларрі Познер, колишній президент Національної асоціації адвокатів у кримінальних справах, стверджував, що малоймовірним є вплив кримінальних телесеріалів на поведінку злочинців, оскільки вони (злочинці), як правило, необережні.
Засуджений серійний ґвалтівник Джонатан Хейнс змушував своїх жертв знищувати докази. Він був упійманий після того, як одна з його жертв навмисно вирвала собі волосся, яке потім знайшли у його машині. Як зазначається, на цей вчинок її надихнув перегляд франшиз "CSI".

#### "Ефект начальника поліції"
Менш відома підкатегорія CSI-ефекту має назву "ефект начальника поліції". Цей ефект полягає у тому, що кримінальні серіали навчають злочинців, як не пійматись органам правопорядку. Подібні серіали часто показують способи, якими користуються злочинці, щоб знищити ймовірно залишені зразки ДНК на місці злочину, наприклад, використання рукавиць чи відбілювача. Ефект начальника поліції також поширюється на докази, не пов'язані з ДНК, такі як розумне проходження поліграфічного тесту.

### Розслідування поліцією
Правоохоронці часто отримують запити та вимоги щодо їхніх розслідувань, які випливають з нереалістичного зображення в медіапросторі. В опитуванні канадських офіцерів, проведеному у 2010 році, деякі були розчаровані цими вимогами, але більшість розглядала їх як можливість проінформувати людей про роботу реальної поліції.
Нові технології та підвищена обізнаність громадськості в криміналістиці надихнула слідчих стати більш відповідальними та стимулювала їхній інтерес до переогляду нерозкритих справ.
Підвищена потреба до доказів може спричинити велике навантаження на кримінальні лабораторії. Деякі з них вже опрацьовують по кілька тисяч справ на рік.
Багато правоохоронних органів не мають достатньо місця для зберігання зростаючої кількості речових доказів. Тому під час деяких справ ДНК-докази не збираються, тому що немає достатньо місця для зберігання їх належним чином.